# Csehvár
Csehvár egy elpusztult erősség a Börzsöny keleti részén, Diósjenő közelében.

## Elhelyezkedése
A vár az azonos nevű, 526 méter magasságú hegycsúcson, a Bárány-bérc kelet felé kiugró, elkeskenyedő gerincének végén kiugró kúpra épült. A falu fölé 260 méterrel emelkedő, három oldalról meredek oldalú hegyről az egész környék jól belátható.

## Története
A vár a tatárjárás után, az 1250-es években épült: Tekus ispán és testvérei, Both, Bács és András építették. Tekus fiaitól 1282–1295 között IV. László és III. András váltotta magához a falut és a várat a Torna vármegyei Szádvárért cserébe. 1295 előtt a Bána nemzetséghez tartozó Cseszneki Jakab fiai a várhoz tartozó birtokokat elpusztították, őket ezért az uralkodó megfosztotta birtokaiktól. 1295-ben Egyed fia, Sándor töltötte be a várnagyi tisztséget, 1299-ben pedig Sebestyén fia, Miklós volt a várnagya.
A 14. század elején feltehetőleg elpusztult, mivel 1389-ben Jenő falut vár nélkül említik, ugyanúgy, mint 1437-ben, amikor a birtokot Zsigmond király Lévai Cseh Péter erdélyi vajdának zálogosította el. Ugyanő a következő évben Albert királytól adományként is megkapta a falut. Péter 1440-ben bekövetkezett halála után özvegye, Katalin és fia, Lévai Cseh László vitában álltak egymással a zálogjog miatt. Végül 1448-ban 300 forint lefizetése után lett a birtok Lászlóé.
A vár ezek után épülhetett újjá, ám csakhamar a husziták kezébe került. 1456-ban már állt, ugyanis Újlaki Miklós az azt birtokló huszita vezértől, Axamit Pétertől 2200 forintért ekkor váltotta vissza. Később ugyanezért az összegért váltotta magához régi birtokát Lévai Cseh László, akinek emberei ezután a várból kiindulva pusztították a váci püspök birtokait. Az újra elzálogosított várat László nem megfelelően őriztette (csupán 3-4 familiárisa tartózkodott benne), így 1459-ben Nézsai János és László elfoglalta és cseh huszitákkal erősítette meg azt. 1463-ban már ismét László volt a vár tulajdonosa, aki ekkor Guthi Országh Mihály nádornak zálogosította el. László 1467-es halála után fia, Lévai Cseh János örökölte birtokait. 1511-ben még várként, 1524-ben viszont már ismét csak birtokként említik Jenőt, így a vár újbóli pusztulását e két időpont közé tehetjük. Az ezt követő években az erősséget többé nem említik a források.

## Feltárása
1889–90-ben Könyöki József készített feljegyzéseket a várról. Az 1930-as években Mikszáth Gyula, az 1950-es években Patay Pál gyűjtöttek róla adatokat. 1967-ben Gádor Judit vázlatos felmérést készített, a felszínről leleteket gyűjtött. Az itt talált tégladarabok, kőtörmelék és habarcsmaradványok, valamint cserepek alapján a vár használata a 14–15. századra keltezhető. Nováki Gyula, Sándorfi György és Miklós Zsuzsa 1979-ben mérték fel a várat. Ma ismeretlen ásatás nyomai is fellelhetőek: a vár délnyugati részén egy 6 méter átmérőjű kincskereső gödör látható. Szakszerű régészeti feltárásra azóta sem került sor.

## Leírása
A 32x18 méter átmérőjű, ovális alakú vár a hegycsúcs lapos tetejét foglalja el. Pontos alaprajzát, épületei elhelyezkedését feltárás hiányában nem ismerjük. Keleti részén egy nagyobb leszakadás és egy elmosódott terasz utal az egykori feljáró és bejárat elhelyezkedésére. A várnál 5–10 méterrel alacsonyabban egy napjainkban 0,5–1 méter magasságú, 110 méter átmérőjű délkelet felé lejtő sánc fut körbe. A vártól nyugatra a kevésbé meredek gerincen két lapos terasz található. Ezek a sánc bejáratát védő épületek alapjai lehettek.